# Arménie aux Jeux olympiques d'hiver de 1998
L'Arménie participe aux Jeux olympiques d'hiver de 1998, organisés à Nagano au Japon. Ce pays prend part à ses deuxièmes Jeux olympiques d'hiver. Sept athlètes arméniens, quatre hommes et trois femmes, prennent part à la manifestation. La délégation arménienne ne remporte pas de médaille.

## Athlètes engagés

### Patinage artistique

#### Couples
| Athlètes                                | SP | FS | TFP  | Rang |
| --------------------------------------- | -- | -- | ---- | ---- |
| Mariya Krasiltseva Aleksander Chestnikh | 18 | 19 | 28.0 | 19   |

#### Danse sur glace
| Athlètes                         | CD1 | CD2 | OD | FD | TFP  | Rang |
| -------------------------------- | --- | --- | -- | -- | ---- | ---- |
| Xenia Smetanenko Samuel Gezalian | 24  | 24  | 24 | 24 | 48.0 | 24   |

### Ski acrobatique
| Athlète          | Épreuve | Qualification | Qualification | Qualification | Finale            | Finale            | Finale            |
| Athlète          | Épreuve | Temps         | Points        | Rang          | Temps             | Points            | Rang              |
| ---------------- | ------- | ------------- | ------------- | ------------- | ----------------- | ----------------- | ----------------- |
| Armen Rafayelyan | Bosses  | 25 s 81       | 23 s 49       | 19            | N'a pas participé | N'a pas participé | N'a pas participé |

### Ski alpin
| Athlète           | Épreuve         | Manche 1      | Manche 2      | Total         | Total |
| Athlète           | Épreuve         | Temps         | Temps         | Temps         | Rang  |
| ----------------- | --------------- | ------------- | ------------- | ------------- | ----- |
| Arsen Harutyunyan | Slalom masculin | 1 min 07 s 51 | 1 min 07 s 60 | 2 min 15 s 11 | 27    |

### Ski de fond
| Épreuve             | Athlète         | Course            | Course |
| Épreuve             | Athlète         | Temps             | Rang   |
| ------------------- | --------------- | ----------------- | ------ |
| 30 km libre féminin | Alla Mikayelyan | 1 h 44 min 03 s 6 | 58     |